# 道威爾鎮區 (阿肯色州勞倫斯縣)
道威爾鎮區（英語：Dowell Township）是位於美國阿肯色州勞倫斯縣的一個行政鎮區。

## 地方資料
道威爾鎮區的面積為80.96平方千米，當中陸地面積為80.96平方千米，而水域面積為0.00平方千米。根據2010年美國人口普查的數據，當地共有人口291人，而人口密度為每平方千米3.59人。